# Meuvette
La Meuvette est une rivière française du département d'Eure-et-Loir, en région Centre-Val de Loire, affluent en rive droite de l'Avre, sous-affluent du fleuve la Seine par l'Eure.

## Géographie
De 32,8 km de longueur, la Meuvette prend source dans la forêt de la Ferté-Vidame à 264 m d'altitude.
Elle coule globalement du sud-ouest vers le nord-est.
Elle conflue en rive droite de l'Avre à Dampierre-sur-Avre, à 114 m d'altitude.

### Communes traversées
Dans le seul département d'Eure-et-Loir, la Meuvette traverse les douze communes suivantes, d'amont en aval, de La Ferté-Vidame, Les Ressuintes, La Puisaye, La Mancelière, La Saucelle, Les Châtelets, Brezolles, Saint-Lubin-de-Cravant, Revercourt, Bérou-la-Mulotière, Prudemanche, Dampierre-sur-Avre.

Communes traversées par la Meuvette
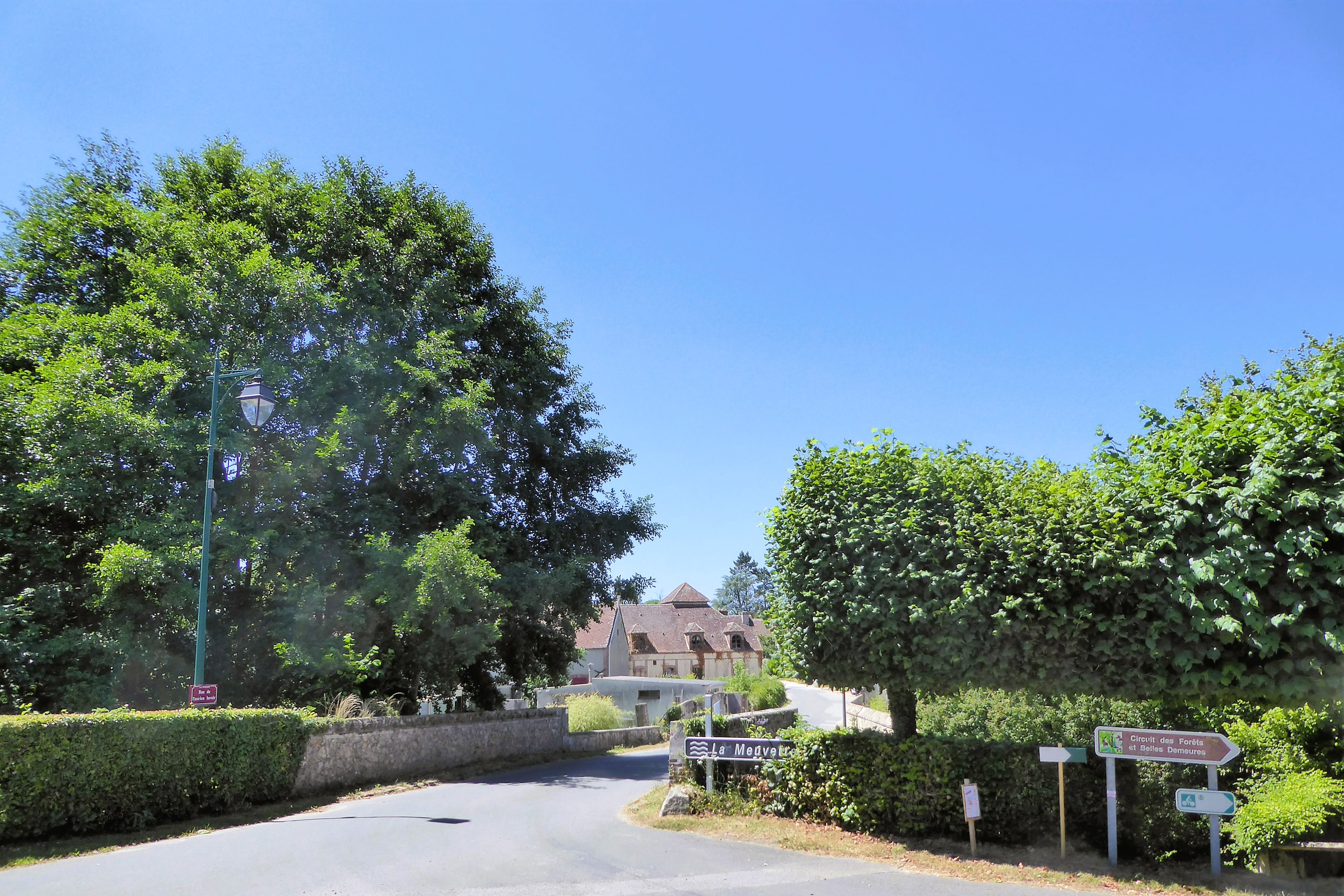
La Puisaye.
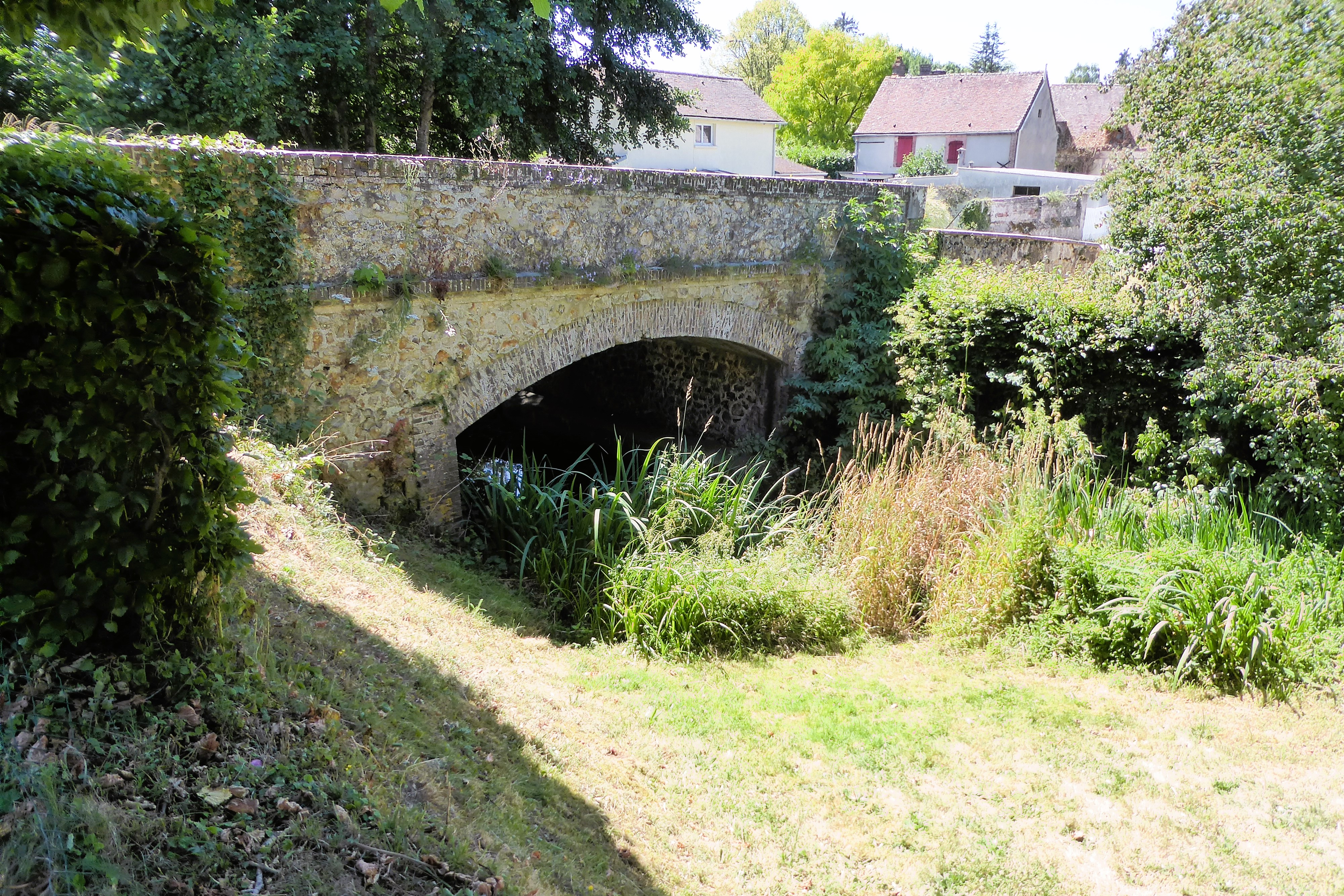
Le pont de la Puisaye en juillet 2022.

### Bassin versant
La Meuvette traverse une seule zone hydrographique, « La Meuvette de sa source au confluent de l'Avre (exclu) » H424, de 164 km2 de superficie. Ce bassin versant est constitué à 71,87 % de « territoires agricoles », à 26,78 % de « forêts et milieux semi-naturels », à 0,97 % de « territoires artificialisés ».

## Affluents
La Meuvette a quatre affluents référencés :
- Le Greslou (rd), 4,1 km sur les quatre communes de La Puisaye, La Mancelière, Les Châtelets, La Saucelle ;
- Le ruisseau des Souches (rg) ;
- La Gervaine (rd) ;
- l'aqueduc de l'Avre.